# Multiplexed Optical Data Storage
Multiplexed Optical Data Storage (MODS oder MODS-Disc) ist ein experimentelles Speichermedium, das – ähnlich wie die Compact Disc, DVD und Blu-ray Disc – mittels Laser gelesen und beschrieben wird. Vorgestellt wurde die MODS am 27. September 2004 auf der Asia-Pacific Data Storage Conference in Taiwan von Forschern des Imperial College London.
Die Speicherkapazität liegt bei 250 GByte pro Layer. Dies wird durch asymmetrischen Pits und Lands (siehe CD) erreicht, die den Laser in 332 unterschiedlichen Winkeln reflektieren. Eine beidseitig bespielte MODS, mit je zwei Layern pro Seite käme so auf ein Terabyte.